# Moderní francouzská fotografie
Moderní francouzská fotografie je kniha, kterou speciálně pro české prostředí sestavil francouzský historik umění a kritik fotografie Jean-Alphonse Keim (1904-1972). Kniha obsahuje úvodní autorovu studii a šestnáct medailonů předních francouzských fotografek a fotografů počátku druhé poloviny dvacátého století.

## Zastoupení autoři
- Emmanuel Sougez
- Man Ray
- Ergy Landauová
- Maurice Tabard
- Brassaï
- Marcel Bovis
- Henri Cartier-Bresson
- Harry Meerson
- Willy Ronis
- Izis
- Robert Doisneau
- Jean-Philippe Charbonnier
- Jean-Pierre Sudre
- Marc Riboud
- Edouard Boubat
- Denis Brihat